# N-21
n-21: Schulen in Niedersachsen online ist ein Verein mit Sitz in Hannover.  Dieser verfolgt laut Satzung das Ziel, Schulen und andere Bildungsinstitutionen (in Niedersachsen) in die Lage zu versetzen, Neue Medien als selbstverständlichen Bestandteil der Lernkultur nutzen zu können. Der Verein wurde am 5. Juni 2000 im Zusammenhang mit dem vom damaligen niedersächsischen Ministerpräsidenten Sigmar Gabriel gestarteten Aktionsprogramms "n-21: Schulen in Niedersachsen online" gegründet. Mitglieder sind das Land Niedersachsen, die kommunalen Spitzenverbände, Wirtschaftsunternehmen und gesellschaftliche Gruppen. Vorsitzender des Vorstands ist seit Januar 2015 Peter Richter von der Telekom Deutschland GmbH.

## Geschichte
Im Dezember 1999 kündigte der neu gewählte niedersächsische Ministerpräsident Sigmar Gabriel (SPD) in seiner Regierungserklärung das Aktionsprogramm „n-21: Schulen in Niedersachsen online“ an. Der offizielle Start des Aktionsprogramms erfolgte im Juni 2000 mit der Gründung des Vereins. Parallel dazu wurde im Kultusministerium eine Projektgruppe eingerichtet.
Zur Begründung des Aktionsprogramms führte der Ministerpräsident in seiner Regierungserklärung u. a. aus: „Der selbstverständliche und kompetente Umgang mit Internet und Multimedia ist eine qualifikatorische Grundforderung für den Zugang zum Arbeitsplatz der Zukunft und für die Teilhabe am gesellschaftlichen, politischen und kulturellen Leben der kommenden Jahrzehnte. Neben einem Internetzugang für jede niedersächsische Schule brauchen wir durchdachte und an die jeweilige Schule angepasste pädagogische Konzepte. Groß- und Zentrallösungen verbieten sich ebenso wie traditionelle Insellösungen in Computer- und Medienräumen.“
Am 31. Dezember 2003 endete die 1. Runde des Aktionsprogramms, in der Landesmittel in Höhe von ca. 36 Millionen Euro und eingeworbene Sponsorenmittel in Höhe von ca. 20 Millionen Euro für die Durchführung des Programms zur Verfügung standen. Die Projektgruppe im Ministerium wurde aufgelöst. Die Mitglieder des Vereins machten von der in der Satzung vorgesehenen Möglichkeit Gebrauch und beschlossen die Weiterarbeit des Vereins.
Im Rahmen des Aktionsprogramms wurden von 2000 bis Ende 2012 über 5.000 Lehrerfortbildungsmaßnahmen mit etwa 50.000 Teilnehmern durchgeführt. Es wurden Mittel in Höhe von mehr als 80 Millionen Euro für Ausstattung, Unterrichtsmaterialien, didaktisch-methodische Konzepte, Internet-Projekte, webgestützte Wissensbasen und Fortbildung ausgegeben.
2003 initiierte der Verein das Projekt „1000 mal 1000: Notebooks im Schulranzen“, in dessen Rahmen Schüler siebter Jahrgangsstufen mit Notebooks ausgestattet wurden. Im Schuljahr 2006/7 beteiligten sich insgesamt 28 Schulen aus dem gesamten Land Niedersachsen an dem Projekt. Um die Ziele des Projektes zu überprüfen, ließen die Initiatoren das Projekt wissenschaftlich evaluieren. Die 2007 veröffentlichte Studie des Vereins Schulen ans Netz gab umfassende Einblicke in die Schwierigkeiten und Chancen eines mediengestützten Unterrichts und beschäftigte sich unter anderem mit der Frage, ob dieser Unterricht zu verbesserten fachlichen Leistungen der Schüler beitragen kann.
2010 koordinierte der Verein im Bereich des Landes Niedersachsen das Projekt „Educational Netbook“. Dabei wurden europaweit 240 Schulen mit kleinen, internetfähigen Rechnern ausgestattet – auch in diesem Projekt ging es um den Zusammenhang von Mediennutzung und Lernerfolgen.
Im Juni 2011 waren zu den inzwischen unter der Bezeichnung „mobiles lernen-21“ gebündelten Aktivitäten zur Verbesserung des mediengestützten Unterrichts insgesamt knapp 300 Schulen angemeldet. Die mittlerweile deutlich verbesserte technische Ausstattung vieler Schulen hat dazu geführt, dass n-21 seinen Schwerpunkt verlagert hat: Im Mittelpunkt der Vereinsaktivitäten steht die Entwicklung eines flächendeckenden Qualifikationsangebotes für Lehrkräfte.
Zu den neuesten Projekten, die der Verein betreut, gehört die "Virtuelle Schule" des Niedersächsischen Kultusministeriums. Dabei soll der Fachunterricht auf den ostfriesischen Inseln unter anderem durch die Nutzung moderner Videokonferenz- und Onlinesysteme verbessert werden.